# 鑫鼎鑫商貿
鑫鼎鑫商貿有限公司（英語：XIN DING XIN TRADE CO., LIMITED），簡稱鑫鼎鑫，是一家2007年在香港注冊的公司。原名和高投資（集團）有限公司，2009年改為現名。公司由為呂子聰、陳碧琳夫婦成立，兩人同為公司股東及董事，報稱居於西灣河鯉景灣。呂子聰亦為「廈門鑫鼎鑫公司」的法定代表人，廈門公司主要經營化妝品及衛生用品批發。2025年8月，該公司捲入香港政府採購冒牌樽裝水事件，兩名董事被警方拘捕。